# 야마케라톱스
야마케라톱스(Yamaceratops)는 백악기 후기에 살았던 공룡의 한 속으로 몽골의 고비사막에 살았던 원시적인 각룡류이다. 원래 야마케라톱스가 발견된 암석은 백악기 전기의 지층으로 생각되었으나 2009년에 재평가되었다.
모식종인 야마케라톱스 도른고비엔시스(Yamaceratops dorngobiensis)는 2006년 9월 P.J. 마코비키와 M.A. 노렐이 기재했다. 저자들은 야마케라톱스가 계통발생학적으로 신각룡류 안에서 리아오케라톱스와 아르카이오케라톱스의 중간 쯤에 위치하는 공룡이라고 보았다. 야마케라톱스의 프릴을 조사해본 저자들은 프릴이 과시에 사용된 것이 아니라고 확신했으며 이 화석이 "각룡류의 프릴이 더 복잡한 진화의 역사를 가지고 있음을 암시한다"고 보았다.
속명은 티베트 불교의 신인 야마에서 온 것이며 종명은 고비 동부를 가리키는 것이다. 완모식표본인 IGM 100/1315는 두개골 일부로 구성되어 있다. 2002년와 2003년에 추가로 화석들이 발견되어 야마케라톱스 속으로 분류되었다.
야마케라톱스가 흔한 퇴적층에서 조반류 알껍질 안에 들어 있는 화석화된 태아가 발견되었는데 이것도 야마케라톱스에 속할 가능성이 있다.